# 臺北市立金華國民中學
臺北市立金華國民中學（Taipei Municipal Jinhua Junior High School）簡稱金華國中，位於台灣台北市大安區的一所國民中學，鄰近大安森林公園。

## 校史
金華國中前身為成立於於日治時期1937年3月15日的「臺北市立家政女學校」，首任校長為日本人後藤武夫，校址設在台北市西門町三丁目11番地（現臺北市內江街89號，現為國立臺北護理健康大學城區部），為當時唯一實施職業教育之市立女子學校，學生以日本人為主。1944年改名為「臺北市立商業實踐女學校」，3月18日遷至位於大安字十二甲399番地，即今大安區新生南路二段32號現址。
1945年國民政府接收台灣後，同年11月19日陳招治女士奉臺北市政府令負責接收該校，並擔任戰後第一任校長，學校同時改名為「臺北市立初級女子商科職業學校」，當時計有學生464名，其中日本籍有122名。1946年2月9日學校遷至仁愛路一段舊旭國民學校（現臺北市中正區東門國民小學），並改組為「臺北市立女子初級中學」，改授普通中學課程，同時因日本學生遭遣回日本，學生人數大幅減少，而另招插班生。
1950年，開始招收高中新生，並於1952年9月，改設為完全中學，更名為「臺北市立女子中學」。1954年，增設夜間部，1955年再於桃園縣龜山鄉（今桃園市龜山區）增設分部招收初中新生。1958年8月，由於校舍不敷使用，學校再度遷返位於新生南路的現址。
1961年因實施省辦高中、市辦初中，學校原高中部由北一女及北二女接辦，改為僅招收初中部女生，但校名仍為「臺北市立女子中學」，在當時也成為初中聯考時代的第一志願，直到1968年因應九年國教實施，初中聯考結束，校名也依蔣中正的故鄉浙江省裡的金華（註：蔣中正故鄉為浙江寧波）改為「臺北市立金華女子國民中學」。此後直到1989年8月因開始招收男生，校名再更改為「臺北市立金華國民中學」。

## 歷任校長
日治時期
| 任別 | 姓名     | 任職時間             |
| ---- | -------- | -------------------- |
| 1    | 後藤武夫 | 1937年3月─1945年11月 |

中華民國時期
| 任別 | 姓名   | 任職時間             |
| ---- | ------ | -------------------- |
| 1    | 陳招治 | 1945年11月─1947年9月 |
| 2    | 林景元 | 1947年9月─1949年8月  |
| 3    | 施學習 | 1949年8月─1969年8月  |
| 4    | 王祥鑑 | 1969年8月─1978年2月  |
| 5    | 林金練 | 1978年2月─1988年8月  |
| 6    | 鍾明樟 | 1988年8月─1994年2月  |
| 7    | 滕春興 | 1994年2月─1996年7月  |
| 8    | 周韞維 | 1996年8月─1999年8月  |
| 9    | 張岳仁 | 1999年8月─2003年7月  |
| 10   | 陳美枝 | 2003年8月─2007年7月  |
| 11   | 黃景生 | 2007年8月─2011年8月  |
| 12   | 俞玲琍 | 2011年8月─2018年7月  |
| 13   | 莊政龍 | 2018年8月─2024年7月  |
| 14   | 黃啟清 | 2024年8月─迄今       |

## 校歌
詞由趙友培填，曲由蕭而化譜，校歌本有兩段，第二段目前已不再演唱。

## 特殊班級
- 美術資優班：於1982年開始招生。

由輔導室美術組負責，在美術方面以西畫素描見長，有包括素描、水彩、水墨、書法、雕塑、版畫、漫畫、插畫等等的藝術課程。升學方向有高中美術班與普通班兩種。於每年三月校慶時會於金華藝廊舉辦金華美展。
- 體育班
  - 台北市立金華國中籃球隊

## 校友
公共服務界
- 林靜芸：整型外科醫師、台大醫院整形外科兼任主治醫師
- 單小琳：正中書局總經理，曾任台北市政府教育局主任秘書、副局長，台北市政府副秘書長，教育部國民教育司司長、教育部體育司司長，康寧護專校長

教育界
- 武曉霞：教育部師資培育及藝術教育司司長
- 陳宜倩：世新大學性別研究所教授
- 袁孝維：國立臺灣大學森林暨環境資源學系教授
- 劉恆妏：國立臺灣師範大學公民與活動領導系教授
- 翁燕菁：國立政治大學政治系副教授
- 吳岱融(北藝大)：國立臺北藝術大學藝術與人文教育研究所所長，副教授
- 簡宏逸：國立成功大學歷史系助理教授
- 江幸真：臺北市立龍山國民中學校長
- 蔡雅芬：臺北市北投區湖山國民小學校長
- 范如君：臺北市士林區芝山國民小學校長
- 林千瑜：臺北市北投區逸仙國民小學校長

產業界
- 陳怡蓁：趨勢科技創辦人之一，趨勢科技文化長。創辦趨勢教育基金會
- 林郭文艷：臺灣企業家，曾任大同公司董事長兼總經理、榮譽董事長
- 李澄：2023年台北米其林一星餐廳[斑泊]主理人

大眾傳播界
- 汪用和：曾任台視新聞記者、主播、台視《親子新聞》製作人，中天新聞台主播暨中天資訊台總監，中廣新聞網《晚餐新聞》主持人，年代新聞台主播
- 唐德蓉：前中視主播
- 何織羽：前中視新聞主播，現任壹電視新聞台主播

政治界
- 林奕華：現任台北市副市長，曾擔任台北市政府教育局局長、台北市議員，金華國中校友會會長
- 李文英：曾任台北市議員
- 鄺麗貞：曾任台東縣長
- 鄭麗文：立法委員，曾任國民大會代表
- 郭昱晴：立法委員，曾為演員、主持人。
- 周暉泰：現任台北市大安區民炤里里長。

演藝界
- 陳麗卿：台視群星會時代之歌手，有小李香蘭之稱
- 恬妮：本名朱隠英，1960~70年代影視紅星
- 甄妮：本名甄淑詩，歌手
- 彭雪芬：影星，以《拒絕聯考的小子》一砲而紅
- 周杰倫
- 黃懷晨
- 許茹芸
- 寇乃馨
- 白歆惠
- 陳建州
- 唐志中
- 季芹
- 張鳳書
- 史茵茵
- 王海玲：民歌手，在就讀北一女時代即己榮獲民歌比賽第一名
- 陳淑樺
- 孟耿如
- 王玉玲：華視基本演員，已故（1964－1993）
- 熊海靈
- 林柏宏
- 陳德容
- 黃宣
- 林良樂：女歌手
- 張淘淘：本名張陶陶，女歌手，童星出身
- 張鈞甯

體育界
- 陳怡安：跆拳道國手，漢城奧運表演賽金牌
- 錢薇娟：女子籃球國手
- 吳永盛：曾為國中籃球聯賽MVP，高中後赴美打球，成為台灣首位進入NCAA第一級的籃球員
- 連德安：雪橇國手，曾經參與在俄羅斯索契舉辦的2014年冬季奧林匹克運動會
- 韓安齊：2024年巴黎奧運台灣代表隊游泳選手

藝文界
- 陳艾妮：作家
- 黃明堅：作家
- 林經哲：畫家
- 房慧真：作家
- 郭家君：插畫家

## 外部連結
- 台北市立金華國民中學 （页面存档备份，存于）